# Xuân Trường, Xuân Lộc
Xuân Trường là một xã thuộc huyện Xuân Lộc, tỉnh Đồng Nai, Việt Nam.

## Địa lý
Xã Xuân Trường có vị trí địa lý:
- Phía bắc giáp xã Suối Cao và xã Xuân Thành
- Phía Tây giáp xã Xuân Thọ
- Phía Đông giáp xã Xuân Tâm và xã Xuân Thành
- Phía Nam giáp thị trấn Gia Ray và xã Xuân Tâm.

Xã Xuân Trường có diện tích 47,24 km², dân số năm 2010 là  18.156 người, mật độ dân số đạt 384 người/km².

## Hành chính
Xã Xuân Trường được chia thành 8 ấp: Trung Sơn, Trung Hưng, Trung Nghĩa, Trung Tín, Trung Lương, Gia Hòa, Trung Hiếu, Bàu Sen.

## Lịch sử
Trước năm 1975, địa bàn xã Xuân Trường hiện nay là một phần xã Gia Ray thuộc quận Xuân Lộc, tỉnh Long Khánh.
Sau năm 1975, chính quyền giải thể xã Gia Ray để thành lập các xã mới thuộc huyện Xuân Lộc, trong đó có xã Xuân Trường.
Năm 1994, một phần diện tích và dân số của xã Xuân Trường được tách ra để thành lập thị trấn Gia Ray, thị trấn huyện lỵ huyện Xuân Lộc.